# Aprilia
Aprilia ist ein italienischer Motorrad- und Motorrollerhersteller mit Sitz in Noale. Das Unternehmen gehört heute zum Piaggio-Konzern, welchem unter anderem auch die Motorradhersteller Moto Guzzi, Gilera und Laverda angehören.
Anfang Januar 2014 waren in Deutschland 46.601 Aprilia-Krafträder zum Straßenverkehr zugelassen, was einem Anteil von 1,1 % entsprach. Bis zum 1. Januar 2025 sank der Anteil mit 31.932 auf 0,6 %.

## Unternehmensgeschichte
Das Unternehmen wurde kurz nach dem Zweiten Weltkrieg von Alberto Beggio, dem Vater des 2018 verstorbenen Aprilia-Chefs Ivano Beggio, als Fahrradfabrik gegründet. Die Firma selbst wurde nach einer Limousine benannt; für Alberto Beggio war nämlich der Lancia Aprilia das beste Auto der Welt, und weil Beggio auch die besten Fahrräder bauen wollte, schuf er die Marke Aprilia. Erst Ivano Beggio überzeugte seinen Vater davon, neben den Fahrrädern auch kleine Geländemotorräder zu produzieren. Er übernahm die Firma 1968 und begann mit 18 Mitarbeitern, ein 50-cm³-Zweirad zu konstruieren. Die ersten Moped-Modelle von Aprilia wurden Colibri, Daniela und Packi genannt. 1970 wurde das Motocross-Modell Scarabeo vorgestellt, das bis an das Ende der siebziger Jahre als 50- und 125-cm³-Versionen produziert wurde. 1975 begann Ivano Beggio mit der Produktion von 50er-Mopeds. Ab 1980 gestaltete er seine Firma um: Aprilia konzentrierte sich fortan auf die Entwicklung von Zweirädern und ließ alle Teile von Zulieferern fertigen.
In den 1980er Jahren brachte Aprilia weitere Enduro-, Trial- und Straßenmotorräder mit 50 bis 600 cm³ auf den Markt. 1981 wurde das erste Trial-Modell TL320 vorgestellt, 1983 das Straßenmodell ST125, das 1984 zum Modell STX weiterentwickelt wurde. Zugleich begann der Verkauf des Enduromodells ET50. 1985 wurde die Motorentwicklung teilweise an den österreichischen Motorenhersteller Rotax vergeben. Aus dieser Kooperation entstanden 1985 die Modelle 125 STX und 350 STX sowie 1986 die AF1 (Straßenracer) und die Tuareg mit großem Tank für die Wüstenfreunde. Der von Rotax entwickelte 1000-cm³-V2 Motor wurde 1998 zuerst in der RSV Mille und in modifizierter Form später auch in den Modellen Falco, Caponord, RST 1000 Futura und Tuono eingesetzt.
1990 kam die Straßenenduro Pegaso 600 sowie als ersten Roller der Amico, die zum Verkaufsschlager wurden, sowie der drei Jahre später präsentierte Scarabeo. Es war das erste Zweitakt-Motorrad mit Katalysator. 1992 führte Aprilia das Amico-Leichtkraftrad und die Pegaso 125 ein, beide ebenfalls mit Katalysator. 1993 wird der Roller Scarabeo vorgestellt, eine Kombination von Retrodesign mit modernen Linien, mit einem Vierventil-Viertakt-Motor und mit großen Rädern. Auch der Gulliver und der SR 50 verkauften sich gut. Daneben werden weiterhin Scooter wie der Leonardo entwickelt. 1995 entwickelte der Designer Philippe Starck das Modell Moto 6.5, ein schlichtes Einzylinder-Naked-Bike, das sogar im New Yorker Museum of Modern Art gezeigt wurde.
Im gleichen Jahr stellte Aprilia das V2-Zweitakt-Straßenmodell RS 250 vor, das bis ins Jahr 2004 (Inkrafttreten der Euro2-Abgasnorm für Motorräder) der letzte straßenzulassungsfähige moderne Zweitakter über 125 cm³ sein sollte. Damit war die RS 250, deren Motor der Suzuki RGV 250 entstammte, die letzte Vertreterin ihrer Art.
1996 arbeiteten 1.200 Menschen für die Firma. In Scorzè, nur sechs Kilometer vom Firmensitz in Noale und 30 Kilometer westlich von Venedig, eröffnete im Frühjahr 1998 ein neues Aprilia-Werk seine Pforten. Die Produktion größerer Motorräder wurde fortgesetzt – es folgten Modelle wie die Tuono, ein Superbike ohne Vollverkleidung. 1998 wird als Flaggschiff die RSV Mille (ab 2003: RSV 1000), ein V-Twin-Superbike mit 1.000 cm³ Hubraum, auf der Kölner Motorradausstellung IFMA vorgestellt, gefolgt von der Falco, einem V-Twin-Sporttourer. Beide Motorräder verwendeten einen von Rotax entwickelten, flüssigkeitsgekühlten 1000-cm³-V2-Vierventil-Motor mit 60° Zylinderwinkel, Saugrohreinspritzung und Trockensumpfschmierung. Damit vollzog Aprilia den Sprung in die „Big Bike“-Kategorie.
Im Jahr 2000 wurde der 50-cm³-„DiTech“-Zweitaktmotor vorgestellt. Der Motor wird u. a. beim Scooter SR 50 R Factory verwendet und sorgt für hohe Leistung bei niedrigem Verbrauch und geringen Emissionswerten. Weiter folgten im Jahr 2001 die RST Futura, ein Sporttourer, und die ETV Caponord 1000, ein „Adventure Touring Bike“, eine bedingt geländetaugliche Reiseenduro.
Im Jahr 2002 war Aprilia der erste italienische Hersteller von Motorrädern mit einem geregelten Katalysator in den großen Modellen. Aprilia war auch eines der ersten Unternehmen, das ein effizientes, für Geländefahrten abschaltbares Antiblockiersystem verbaute. 2003 wurde mit der RSV 1000 das Nachfolgemodell der RSV Mille veröffentlicht. Im selben Jahr beschäftigte Aprilia ca. 1.800 Angestellte, weitere 3.500 in den Zulieferunternehmen und erwirtschaftete einem Umsatz von mehr als 550 Millionen Euro. Aprilia besann sich 2004 auf seine Offroad-Wurzeln, kam mit der RXV/SXV 4.5/5.5 (RXV = Enduro, SXV = Supermoto) auf den Markt und gewann auf Anhieb die Supermoto-Weltmeisterschaft in der von konventionellen Einzylinder-Motorrädern dominierten Klasse S2 – mit einem bis heute einmaligen Konzept: sehr kompakter und leichter 77°-Viertakt-V2 mit Saugrohreinspritzung in einem Rahmenverbund aus CrMo-Stahl-Gitterrohren und Aluminiumteilen. Diese Modellreihe ging 2006 in Serienproduktion.

### Übernahmen
2000 übernahm Ivano Beggio als Inhaber von Aprilia neben Laverda auch Moto Guzzi mit der Absicht, diese wirtschaftlich in Schieflage geratenen Firmen umfassend zu sanieren. Unter anderem dadurch geriet jedoch Aprilia selbst in wirtschaftliche Schieflage und es bestand Insolvenzgefahr.
Am 30. Dezember 2004 wurde Aprilia selbst von der Piaggio-Gruppe übernommen. Auch der direkte Konkurrent Ducati hatte im Vorfeld Interesse an Aprilia bekundet, ein Verkauf kam jedoch nicht zustande. Damit ist Aprilia nun Bestandteil des größten europäischen Zweiradkonzerns. Durch die Übernahme stieg das Firmenkonsortium zur Nummer drei der Weltrangliste (nach Honda und Yamaha) auf. Die Gruppe produziert mit ca. 6.000 Mitarbeitern jährlich 600.000 Motorräder/-roller, mit denen ca. 1,5 Milliarden Euro umgesetzt werden. Neben Piaggio, Vespa, Aprilia und Moto Guzzi gehören zur Gruppe auch Marken wie Laverda, Puch, Derbi und Gilera. Der für Aprilia ausgearbeitete Sanierungsplan sah den Erhalt der Arbeitsplätze und Produktionsstätten ebenso vor, wie die Entwicklung und Produktion neuer Modelle, insbesondere unterhalb der Einliter-Klasse.
Zur Saison 2009 stieg Aprilia mit dem neuen V4-Supersportler RSV4 Factory und den Piloten Max Biaggi und Shin’ya Nakano nach sechsjähriger Abstinenz wieder in die Superbike-Weltmeisterschaft ein. Das Motorrad wird, wie vom Reglement gefordert, seit 2009 als zulassungsfähige Straßenversion produziert und verkauft.

## Modelle
Zurzeit (2024) vertreibt Aprilia in Europa Modelle mit folgenden Motoren (ohne Wettbewerbsmodelle):
| Bauart | Hubraum  | Supersport              | Supermoto | Naked Bike | Reiseenduros | Enduro | Bemerkung        |
| ------ | -------- | ----------------------- | --------- | ---------- | ------------ | ------ | ---------------- |
| V4     | 1099 cm³ | RSV4                    |           | Tuono V4   |              |        |                  |
| R2     | 457 cm³  | RS 457                  |           | Tuono 457  |              |        |                  |
| R2     | 660 cm³  | RS 660                  |           | Tuono 660  | Tuareg 660   |        |                  |
| 1      | 125 cm³  | RS4 125 RS4 125 Replica | SX 125    | Tuono 125  |              | RX 125 | Leichtkrafträder |

Zurzeit werden in Deutschland die hervorgehobenen Modelle angeboten (Stand 10/2024).

### Motorräder
Einzylinder
- Aprilia Moto 6.5
- Pegaso 650 (Typ GA/MX, 1992–1996) → Pegaso 650 (Typ ML, 1997–2000) → Pegaso 650 ie (Typ RW, 2001–2004) → Pegaso 650 Strada/Trail/Factory (Typ STRA/TRAI/FACT, 2005–2009)

Zweizylinder (Parallel-Twin)
- RS 660 (2020-)
- Tuono 660 (2020-)
- Tuareg 660 (2022-)
- RS 457 (2024–)

#### V2-Motor
- RS 250 (2-Takt, Sportler, der letzte straßenzulassungsfähige moderne Zweitakter über 125 cm³)

- MXV 450 (Motocross)
- RXV 450 (Enduro)
- RXV 550 (Enduro)
- SXV 450 (Supermoto)
- SXV 550 (Supermoto)

- RSV Mille (1998–2003) → RSV 1000 R (Supersportler) (2004–2009)
- Tuono 1000 (2002–2009)
- SL 1000 Falco (Sporttourer, 1999–2003)
- RST 1000 Futura (Sporttourer, 2001–2003)
- ETV 1000 Caponord → ETV 1200 Caponord (Reiseenduro, seit 2013–2016)
- SL 750 Shiver (Naked Bike, seit 2007)
- SL 750 GT (Allrounder, 2009–2013)
- SMV 750 Dorsoduro (Supermoto, 2008–2016) → SMV 900 Dorsoduro (seit 2017)
- Shiver 900 (Naked Bike, seit 2017)
- SMV 1200 Dorsoduro (Supermoto, bis 2016)
- Mana 850 GT (bis 2016, Allrounder mit Automatikgetriebe und Halbschalenverkleidung)

#### V4-Motor
- RSV4 1000 R und RSV4 1000 Factory (Superbike, 999 cm³, seit 2009, seit 2019 1077 cm³, seit 2021 1099 cm³)
- Tuono V4 APRC (Nakedbike) (999 cm³) (2011–2014) → Tuono V4 (seit 2019 1077 cm³,  seit 2021 1099 cm³)
- RS-GP (1000 cm³, MotoGP, seit 2015) (Rennmotorrad)

### Klein- und Leichtkrafträder
- Daniela (~50 cm³, Mofa)
- Packi (~50 cm³, Mofa)

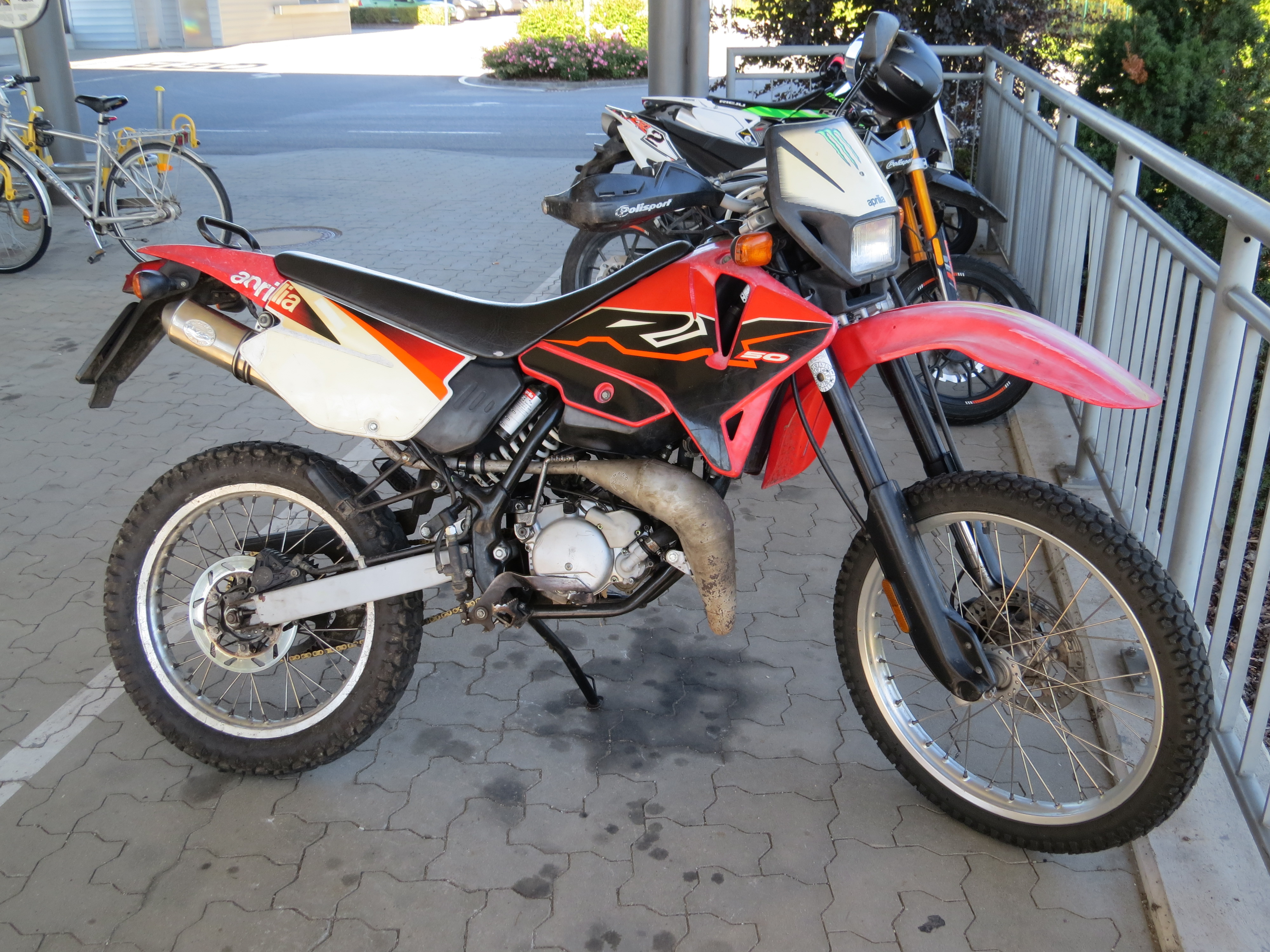
Aprilia RX 50 in Österreich (2017)

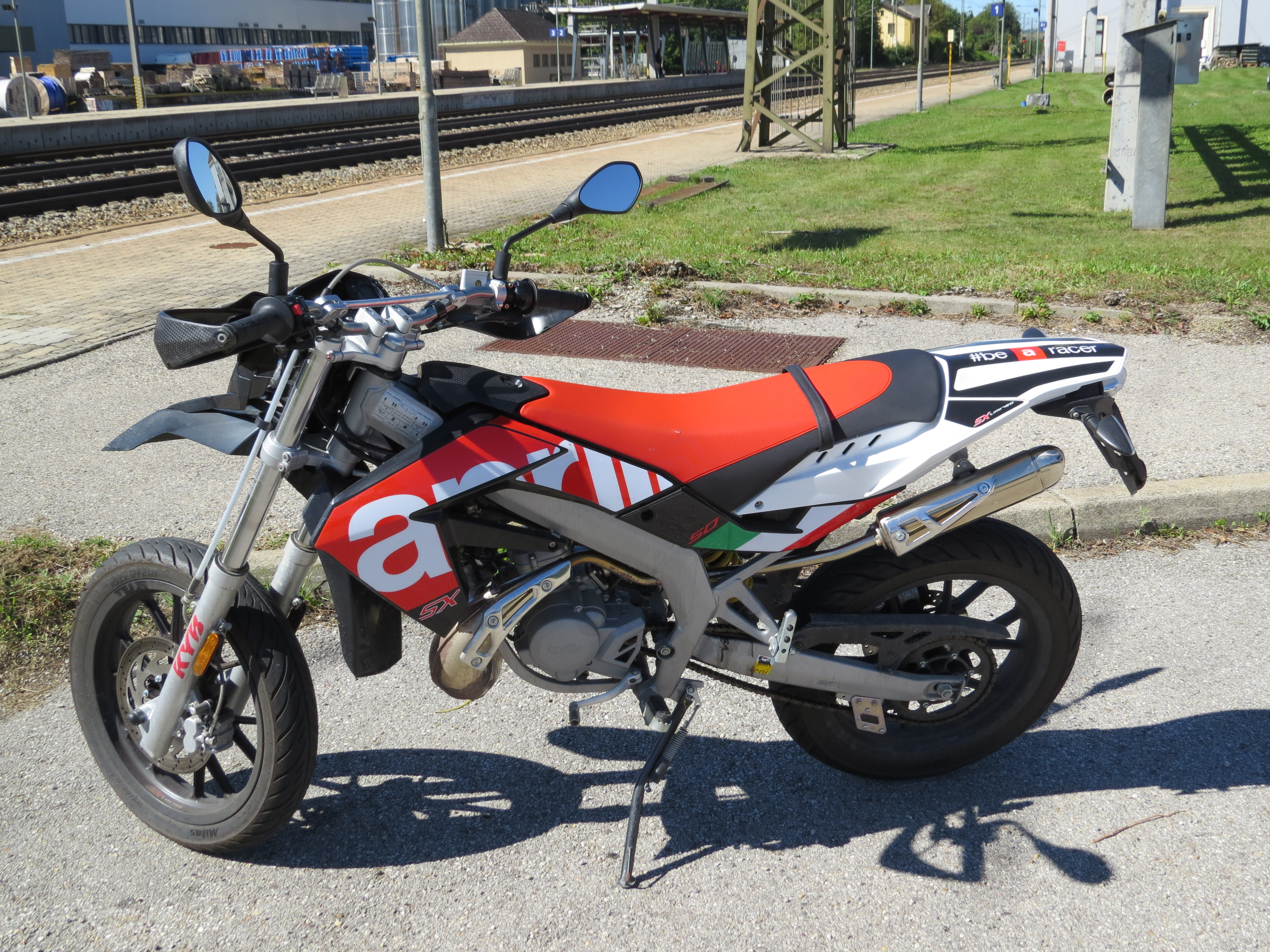
Aprilia SX 50 in Österreich (2017)

- Colibri (~50 cm³, Kleinkraftrad ohne Pedale, Sportler)
- Scarabeo (~50 und ~125 cm³, 1970, Kleinkraftrad ohne Pedale, Enduro)
- AF1 50 (vorgänger der RS 50)
- AF1 125 (vorgänger der RS 125)

- RS 50 → RS4 50 (Zweitakt-Sportler)
  - RS4 50 Replica (Superbike-Design)
- RS 125 (Zweitakt-Sportler, bis 2012) → RS4 125 (Viertakt-Motor)
  - RS4 125 Replica (Superbike-Design)
- Tuono 125
- SX 50
- SX 50 Carbon Limited Edition
- SX 125 Supermoto
- MX 50
- MX 125
- RX (~50 und ~125 cm³)
- ETX 125

### Motorroller
- Leonardo (~125, ~250 und ~300 cm³)
- Gulliver
- Sportcity ONE 50 / 125
- Sportcity 250
- Sportcity CUBE 125 / 300 i. e.
- Atlantic 125
- Atlantic 250
- Atlantic 300
- Atlantic 500
- Atlantic 500 Sprint
- Mojito 50 / 125 Custom (Retro-Look)
- SR 50 (Einzylinder-2-Takt-Motor mit elektronischer Kraftstoffeinspritzung)
  - SR 50 R
  - SR Motard 50
  - SR Street 50
- SR Motard 125
- SR Max 125 i. e.
- SR Max 300 i. e.
- SXR 50
- Scarabeo (~50 (als 2- und 4-Takt-Motor), ~100, ~125, ~250 und ~500 cm³)
- Gilera GP 800 → Aprilia SRV 850 (Großroller mit Motorradrahmen)

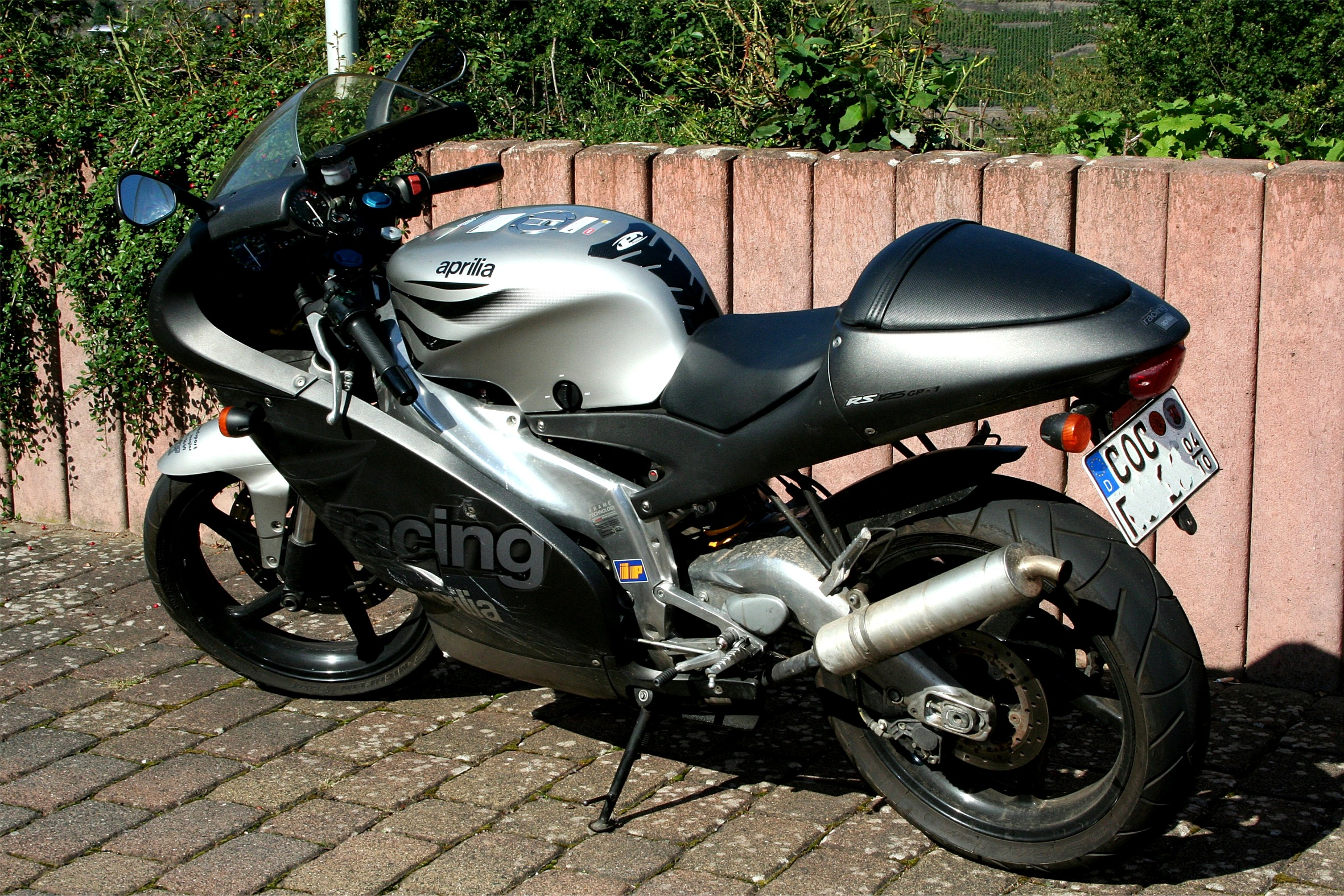
Aprilia RS 125 GP1
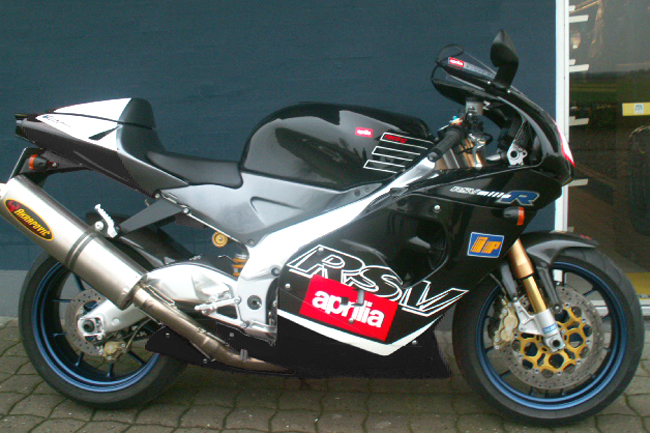
Aprilia RSV Mille R (2000)
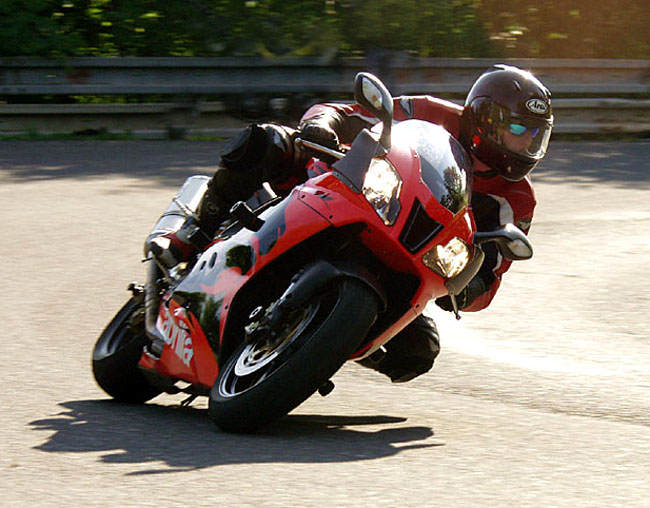
Aprilia RSV 1000 R (2005)
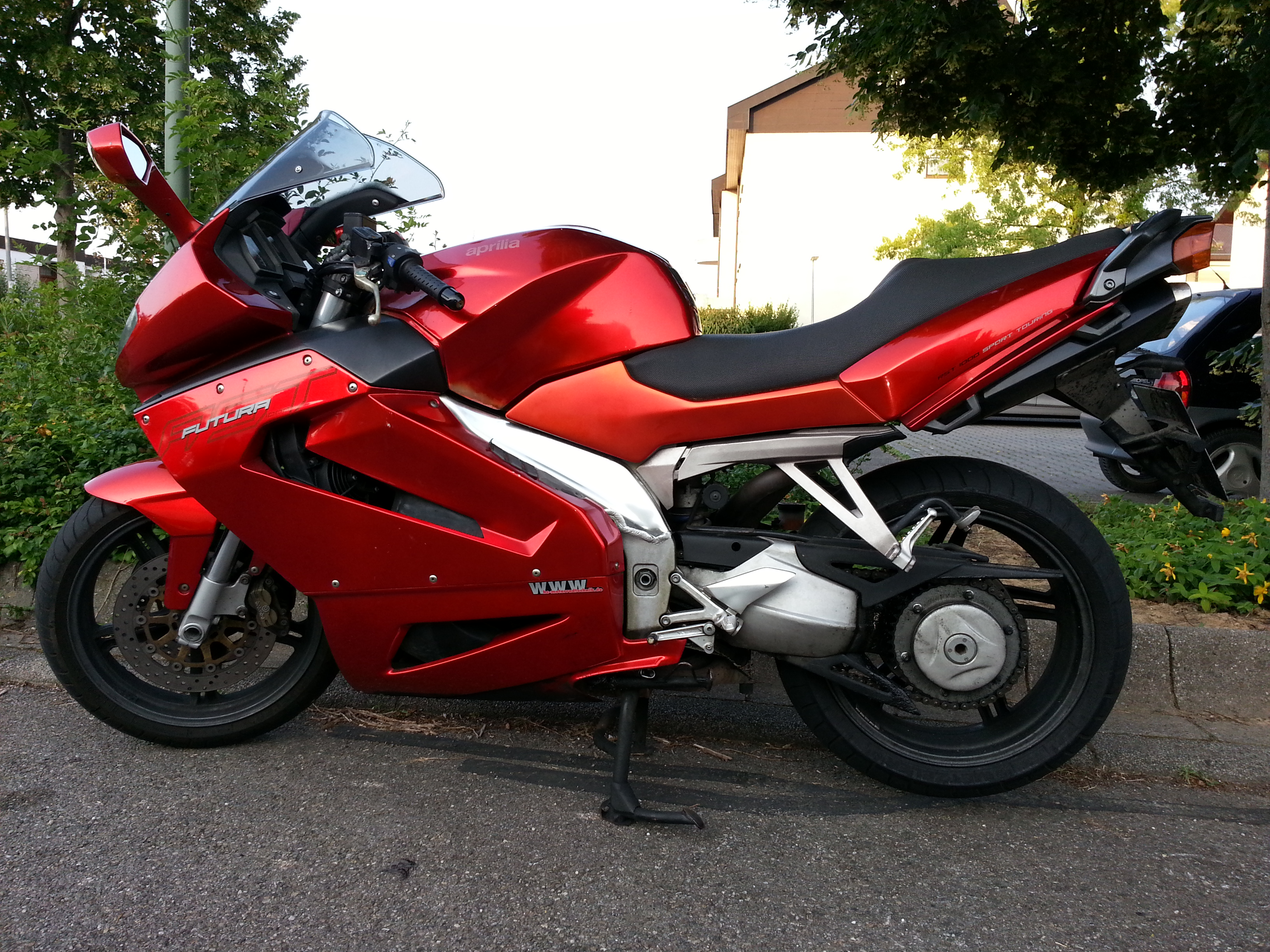
Aprilia RST 1000 Futura (2001)
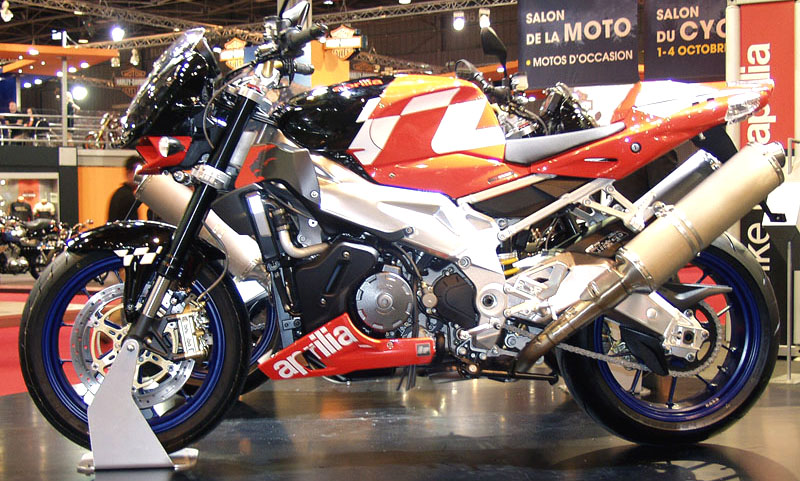
Aprilia Tuono 1000 R (2006)
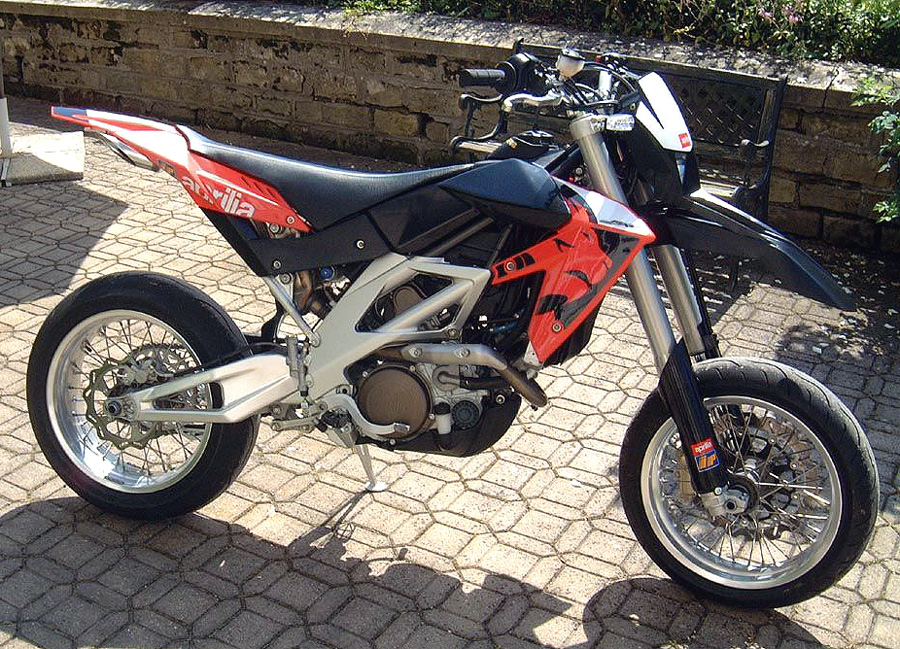
Aprilia SXV 550 Supermoto mit V2-Motor
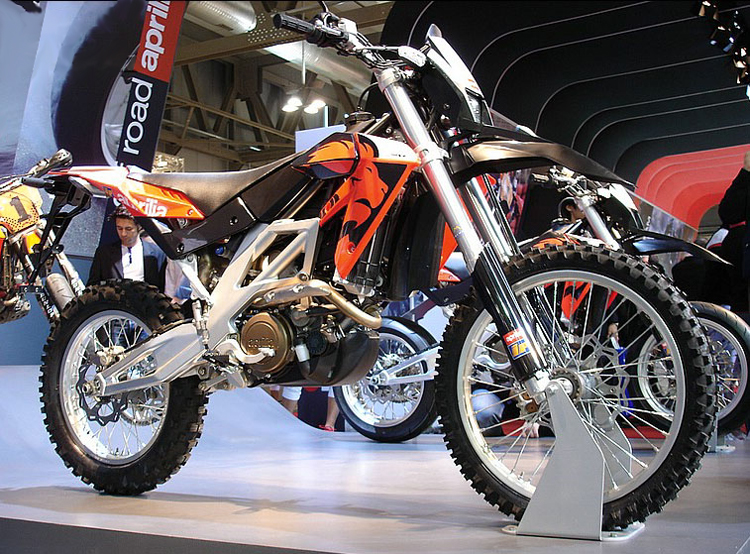
Aprilia RXV 450 Enduro mit V2-Motor
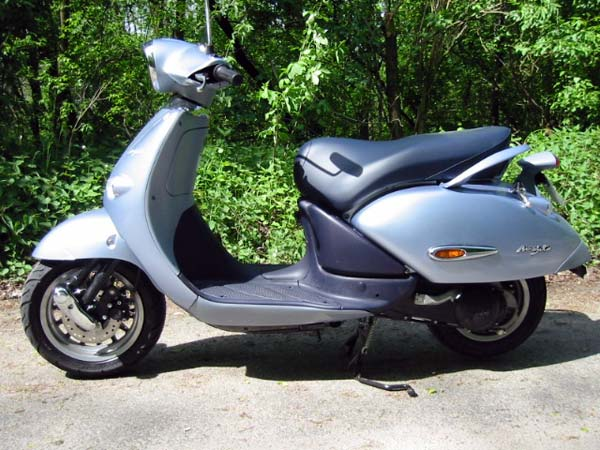
Aprilia Mojito 50
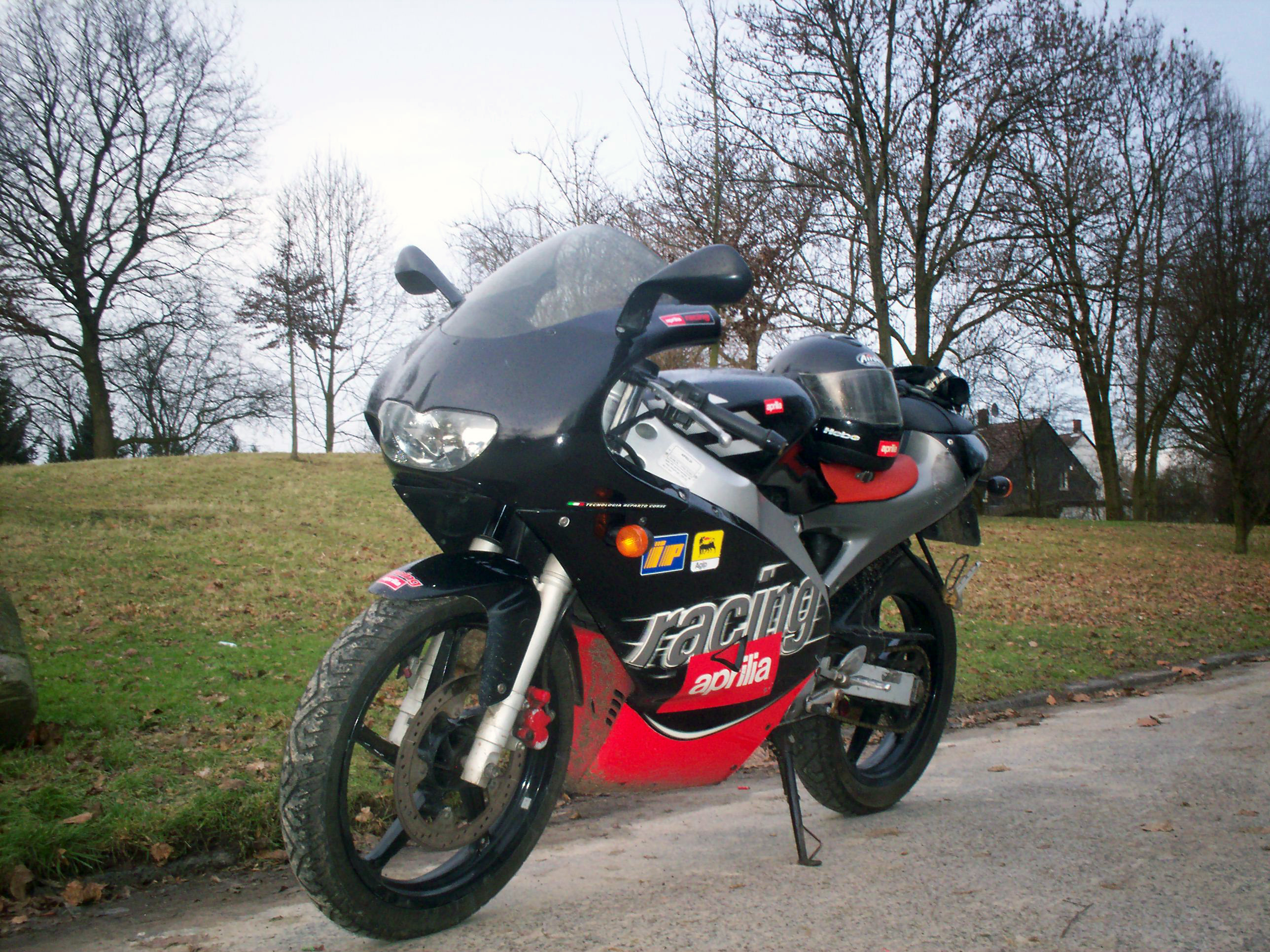
Aprilia RS 50 (2001)
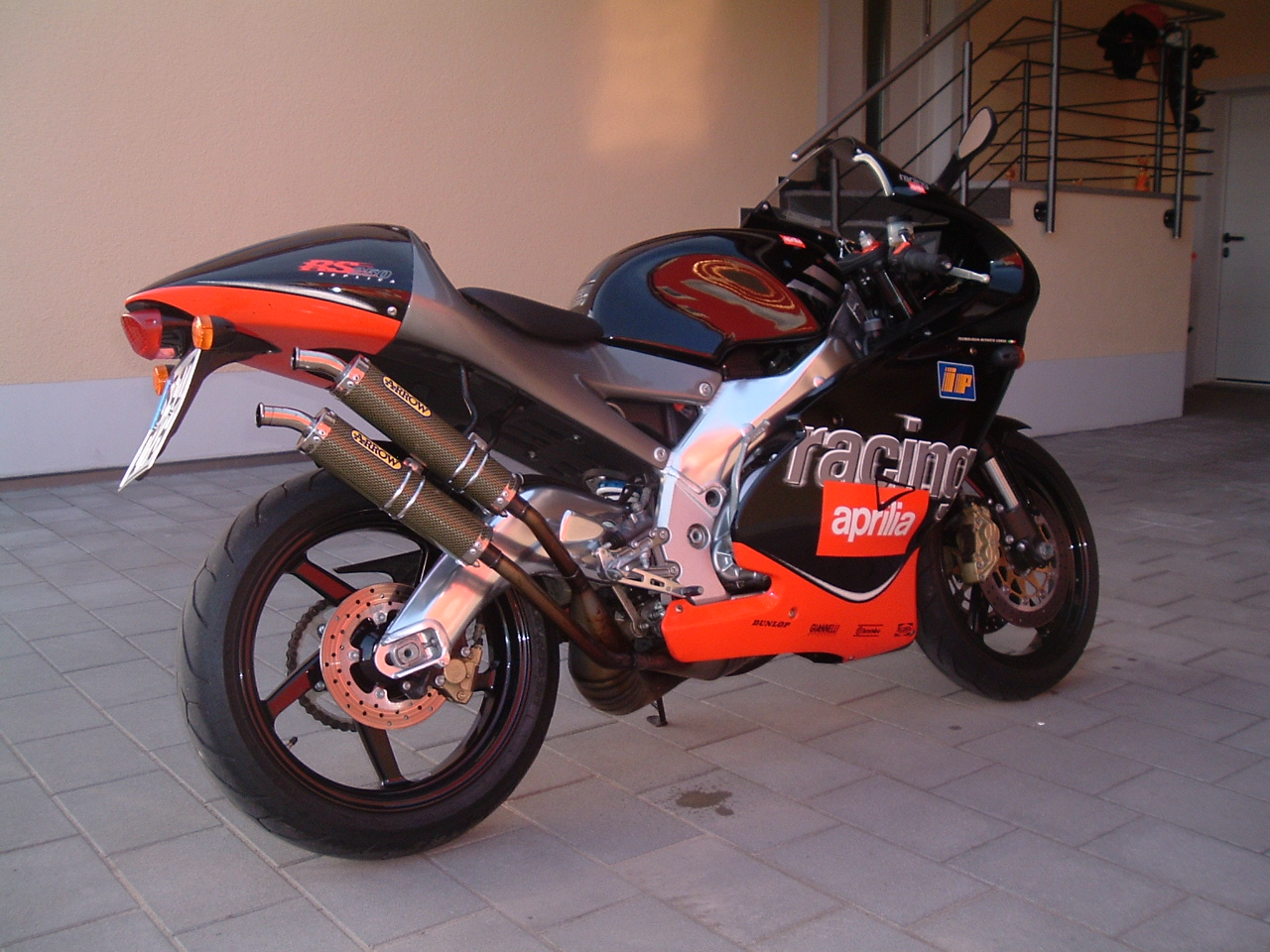
Aprilia RS 250

## Motorsport
Aprilia engagiert sich mit seinem Werksteam Aprilia Racing seit Mitte der 1980er Jahre im Motorradsport und gehört dort mittlerweile zu den erfolgreichsten europäischen Marken. Vor allem in den Zweitakt-Klassen bis 125 und bis 250 cm³ der Motorrad-Weltmeisterschaft errangen zahlreiche Fahrer auf Aprilia-Maschinen eine Vielzahl von Grand-Prix-Siegen und Weltmeistertiteln. Seit 1992 wurden 18 Fahrer- und 18 Konstrukteurs-Weltmeisterschaften gewonnen, ebenso vier Supermoto- und zwei Trial-WM-Titel.
Im Jahre 1989 nahm man mit einem kleinen Team und der Aprilia Tuareg Wind 600 an der Rallye Paris–Dakar teil. Bei den Motorrädern handelte es sich um modifizierte Serienmaschinen und keine Prototypen. Zuvor gab es schon Privatfahrer, die sich mit der Aprilia Tuareg 125 auf den beschwerlichen Weg nach Dakar machten.
In der Superbike-Weltmeisterschaft engagierte man sich von 1999 bis 2002 mit der RSV Mille sowie seit 2009 mit der RSV4 Factory. 2000 gelang dem Australier Troy Corser der dritte WM-Rang. Im Jahr 2010 pilotieren Max Biaggi und Leon Camier die Werksmaschinen in der Superbike-WM; am 26. September 2010 wurde Max Biaggi ein Rennen vor dem Saisonfinale vorzeitig Weltmeister.
Das 2003 begonnene Dreizylinder-MotoGP-Projekt RS³ Cube wurde nach der Übernahme durch Piaggio 2005 wegen zu hoher Kosten in Verbindung mit ausgebliebenen Erfolgen eingestellt.
Mit den damals neu konstruierten 450-cm³- und 550-cm³-V2-Modellen SXV 4.5 / 5.5 fand Aprilia 2004 und 2006 durch den Gewinn der Supermoto-Weltmeisterschaft in der Klasse S2 (bis 450 cm³) wieder Anschluss an die Erfolge früherer Jahre.
Auf der EICMA 2013 wurde von Roberto Colaninno die Rückkehr in die MotoGP-Klasse angekündigt. Nach dem 2004 die letzte Saison bestritten wurde, nimmt Aprilia seit 2015 wieder an der Motorrad-Weltmeisterschaft teil.

### Weltmeistertitel

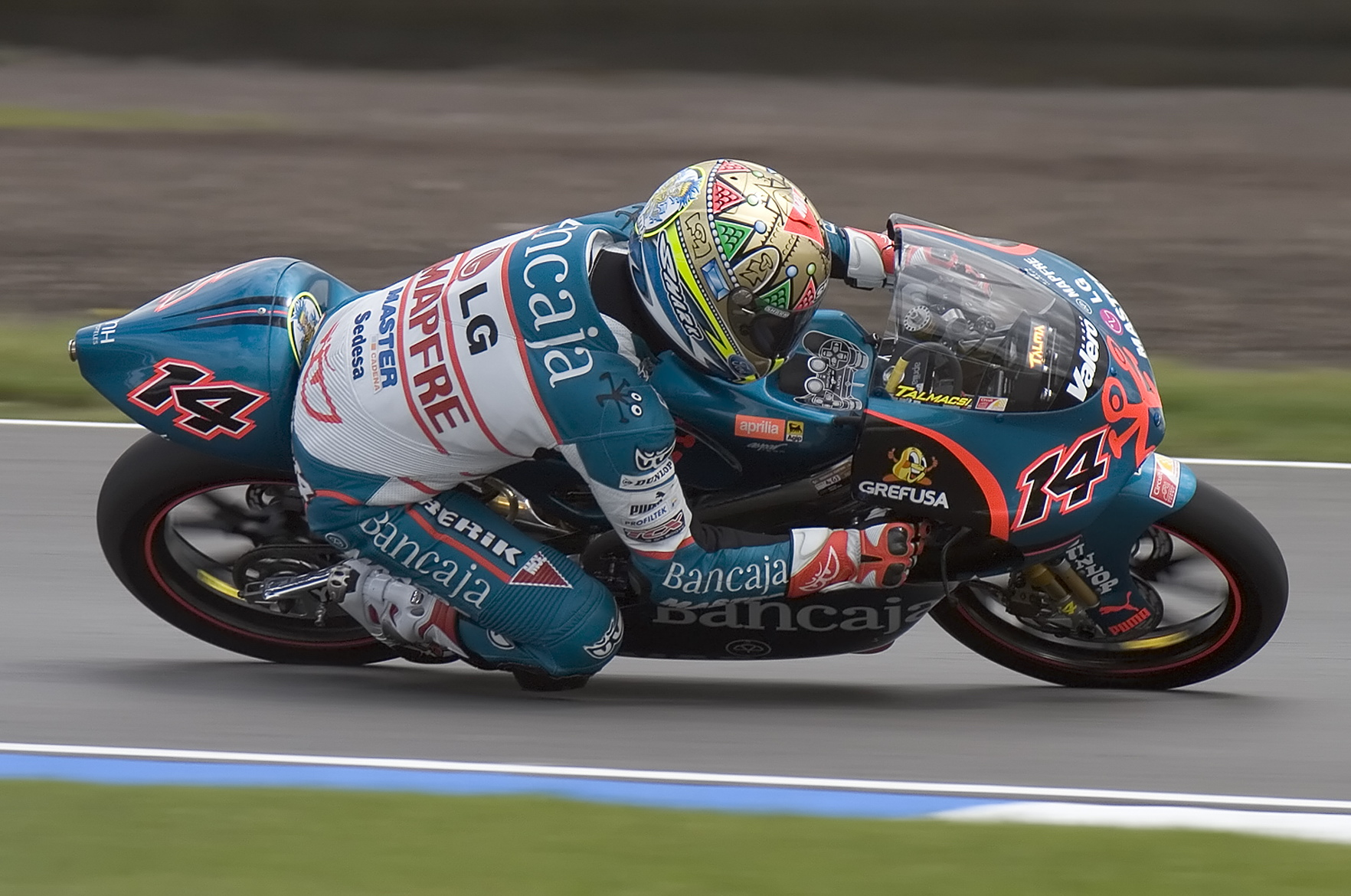
Gábor Talmácsi, 125-cm³ (2007)
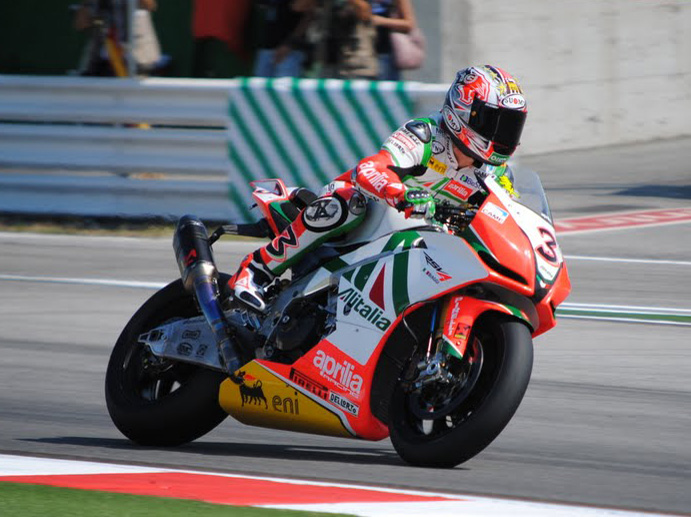
Max Biaggi auf Aprilia RSV4 (2010)
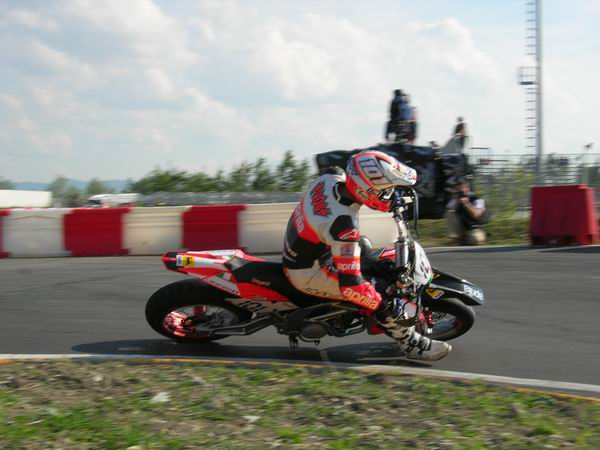
Thierry van den Bosch (2006)

#### Straßenrennsport
| Klasse bis 125 cm³ - 1992 – Alessandro Gramigni - 1994 – Kazuto Sakata - 1997 – Valentino Rossi - 1998 – Kazuto Sakata - 2000 – Roberto Locatelli - 2002 – Arnaud Vincent - 2006 – Álvaro Bautista - 2007 – Gábor Talmácsi - 2009 – Julián Simón - 2011 – Nicolás Terol | Klasse bis 250 cm³ - 1994 – Max Biaggi - 1995 – Max Biaggi - 1996 – Max Biaggi - 1998 – Loris Capirossi - 1999 – Valentino Rossi - 2002 – Marco Melandri - 2003 – Manuel Poggiali - 2006 – Jorge Lorenzo - 2007 – Jorge Lorenzo | Superbike - 2010 – Max Biaggi - 2010 – Konstrukteurswertung - 2012 – Max Biaggi - 2012 – Konstrukteurswertung - 2013 – Konstrukteurswertung - 2014 – Sylvain Guintoli - 2014 – Konstrukteurswertung | Superstock 1000 - 2015 – Konstrukteurswertung - 2015 – Lorenzo Savadori |

#### Supermoto
| Klasse S2 bis 450 cm³ - 2004 – Jerome Giraudo auf SXV 4.5 - 2006 – Thierry van den Bosch auf SXV 4.5 | Klasse S1 - 2011 – Adrien Chareyre |

#### Trial
| - 1992 – Tommy Avhala auf TX 311 |